# Medan
Medan (oznacza „pole bitwy”) – miasto w Indonezji, stolica prowincji Sumatra Północna, licząca razem z przedmieściami ok. 3,8 mln mieszkańców.

## Demografia
Jest to największe na wyspie Sumatra i czwarte co do liczby mieszkańców miasto Indonezji, wyprzedzają je jedynie Surabaja, Dżakarta (stolica) i Bandung. Medan liczy ok. 3,8 mln mieszkańców. W porównaniu z Dżakartą może wydawać się nieco prowincjonalne, nie ma tutaj wielu sklepów i wieżowców w stylu zachodnim. 
Medan jest jednym z miast Indonezji, w których znaczna część populacji posługuje się indonezyjskim jako swoim głównym językiem (nie natomiast jednym z wielu języków regionalnych). Miejscowa odmiana języka indonezyjskiego, opisywana jako Colloquial Medan Indonesian, wywodzi się z bazarowego malajskiego (Bazaar Malay). 

## Gospodarka
W mieście rozwinął się przemysł chemiczny, drzewny, papierniczy, włókienniczy, spożywczy oraz metalowy. Lokalnym dziennikiem jest m.in. „Analisa”.

## Historia
Zalążkiem miasta Medan była wieś zwana Kampung Medan, założona przez Guru Patimpusa około 1590 roku. Ponieważ wieś znajdowała się na ziemiach Tanah Deli, była wspominana także jako Medan-Deli. Pierwotna lokacja Kampung Medan to widły rzek Deli i Babura. Pierwsi mieszkańcy Medan pochodzili ze wspólnoty Batak Karo. Znaczący postęp w rozwoju miasta spowodowało powołanie przedstawiciela sułtana Acehu, Iskandara Mudy w rejonie Tanah Deli. Przedstawicielem tym był Gocah Pahlawan Laksamana Khoja Bintan. W XVII wieku miasto przeżywało rozkwit kulturalny i gwałtowny wzrost populacji. W 1658 region Tanah Deli został zajęty przez holenderskich kolonistów. W 1915 Medan został oficjalnie stolicą prowincji Sumatra Północna, zaś prawa miejskie uzyskał w 1918.

## Warto zobaczyć
- Tit Gantung – most kolejowy
- postkolonialny ratusz w stylu holenderskim
- Główny Urząd Pocztowy w stylu holenderskim
- Wieża Wodna – symbol miasta
- Pałac Maimun
- Wielki Meczet – Masjid Raya
- Kesawan Square – znany z dobrych restauracji

## Transport
W pobliżu znajduje się cieśnina Malakka, co integruje gospodarkę miasta z leżącymi po drugiej stronie Malezją i Singapurem oraz resztą świata.
Medan posiada połączenia kolejowe z miastami: Tanjungpura (na północny zachód), portem w Belawan (na północ) i Binjai, Tebing Tinggi oraz Pematang Siantar na południowym wschodzie. W mieście przeważa transport publiczny (riksze i riksze motorowe), taksówki i minibusy. Port morski w Belawan jest położony ok. 20 km na północ od miasta. Międzynarodowy port lotniczy Medan-Polonia znajduje się w samym centrum, otwarto również port lotniczy Kualanamu.
W okolicach miasta doszło do dwóch dużych katastrof lotniczych:
- 26 września 1997 katastrofy samolotu linii Garuda Indonesia, w której śmierć poniosły 234 osoby
- 5 września 2005 katastrofy samolotu Mandala Airlines, w której zginęło 144 osoby (w tym 44 na ziemi).

## Miasta partnerskie
- Chengdu
- Milwaukee
- Liverpool